# Am5x86
Am5x86はAMDが開発した486クラスのx86互換のマイクロプロセッサである。1995年11月の発売当時、Intel製、互換品を含めて全ての486プロセッサの中では最速となった。

## 概要
Am5x86は既存のEnhanced Am486DX4チップの製造プロセスを従来の0.50μmから0.35μmへシュリンクし、合わせて内蔵1次キャッシュを倍増することで高速動作を可能としたもので、内部でクロックを4逓倍して使用していた。最速製品で周波数は外部33MHz、内部はその4倍で133MHzである。Enhanced Am486DX4に最適化されたシステムとは完全に互換性があり、3倍速で動作させた場合の性能はほぼ同じである。
このCPUは開発コードをX5といい、チップパッケージにも「Am5x86-P75」という製品名と併記して「AMD-X5-133ADZ」、あるいは「Am486DX5-133W16BHC」などの表記がなされていた。
通常のi486対応マザーボードには4倍速動作設定は用意されていなかったため、Am5x86は代わりに2倍速設定を4倍と読み替えて動作するように設計された。そのため、古いマザーボードでも2倍速に設定できれば4倍速で動作したが、通常の486系CPUとはコア電圧が異なっていたため、電圧変換の必要があった。
Am5x86はPentium 75MHzと同等な性能をベンチマークで出した。また、ライバルであったサイリックスのCx5x86 (M1sc) とは異なり、486システムとソケットレベルでのほぼ完全な互換性があった。
このCPUを使用するユーザーは周波数を40MHz（内部160MHz）でオーバークロック動作させるケースが多く、AMD自身も「参考」として133MHz動作時と並べて160MHz動作時のベンチマーク結果を雑誌広告に掲載しており、またAMD自身が公開した486系プロセッサのアプリケーションノートなどでもAMD-X5-160として160MHz動作版を提供する計画があったことを窺わせる記述が存在する。結局、K5とのラインナップ整合の問題からこのCPUの160MHz版はリリースされなかったが、これらの傍証から、本来は160MHz動作を前提として計画・設計されていたと推測される。なお、160MHzにオーバークロックした場合、使用マザーボードのチップセットやメモリ性能にもよるが、概ねPentium 90 - 100MHzと同程度の性能を示す。この他、150MHz版もあり、P75+表記があった。これは外部50MHzで内部が4倍ではなく3倍までに制限されており、外部50MHzにできない（たいていの）システムに使用しても性能はあまり向上しない。
また一部のPCベンダーは最初から160MHz駆動を行い、Pentium100MHz相当CPU搭載として、Pentium搭載マシンの半額程度の価格での販売も行なった(10万円PCの登場)。
これは整数演算に限れば確かにPentium100MHz相当のパフォーマンスが得られており、Pentium搭載ではないがオフィス用途での実用性は充分であった。
またこのプロセッサは初期のPentiumのように浮動小数点演算のバグも無いため、浮動小数点演算処理が少々遅いながらも正確さを求める分野にも、Pentiumの代わりとして急を要するところで利用された。
このプロセッサは初めてモデルナンバーを使用したCPUであった。133MHz駆動のAm5x86がP Ratingで、Pentium 75MHzと同等の性能を示したことから、これを根拠としてX5を「Am5x86-P75」として販売したものである。もっとも、浮動小数点演算機能については、P Ratingで示されたPentiumと比較して大きく見劣りし、486系プロセッサのアーキテクチャデザインの限界を示すことにもなった。
Am5x86はAMD K5の開発が遅れている間、AMDにとっての重要な収入源となった。
Am5x86は1999年まで生産が続けられ、安価なデスクトップやノート、そして過去のCPUのアップグレード用としても用いられた。数社は電圧変換キットとプロセッサを同梱した形で販売した。
Am5x86は組み込み用プロセッサとしてはÉlan SC520 マイクロコントローラとして生産が続けられている。

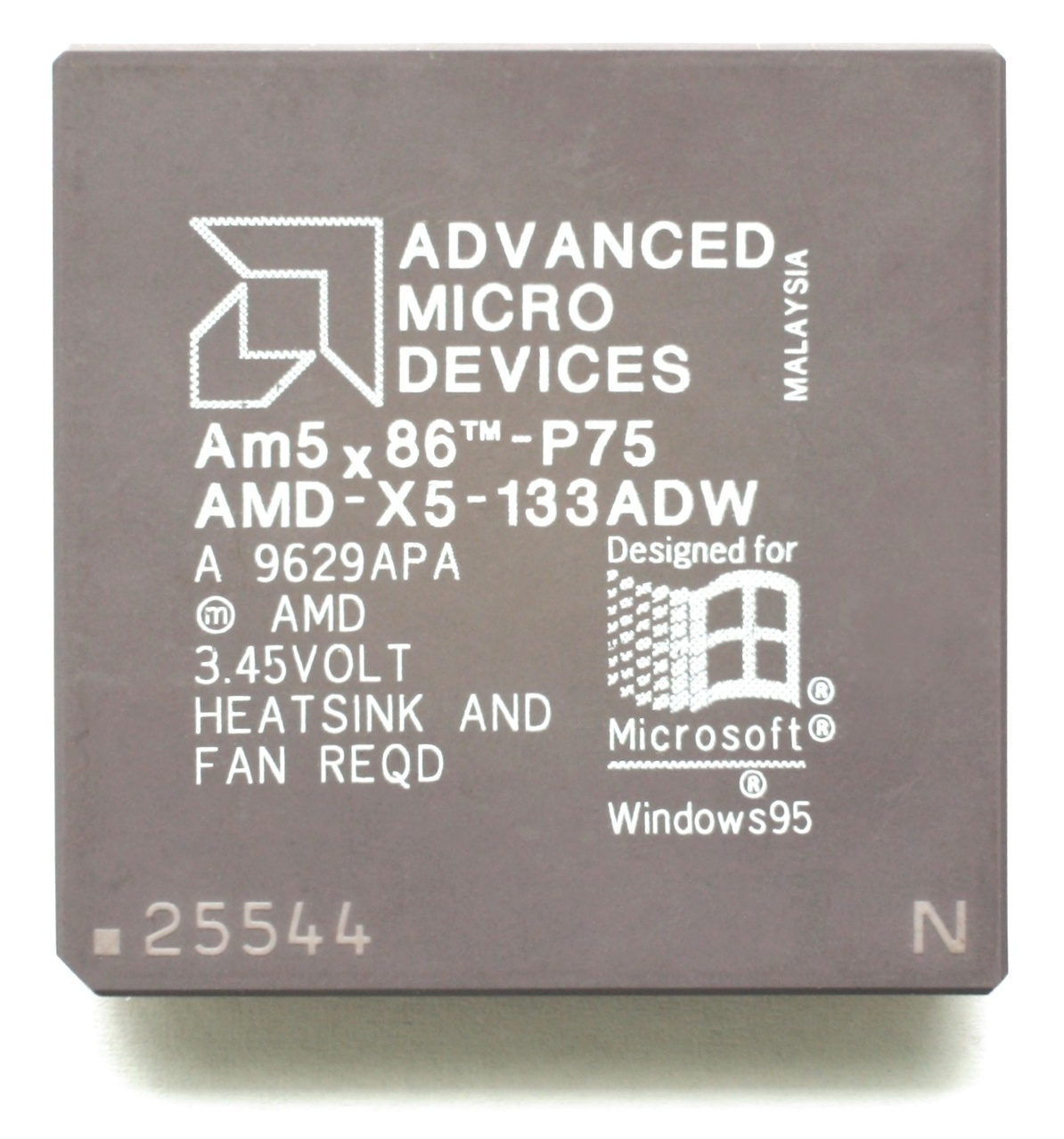
Am5x86-P75 ADW （55℃モデル）
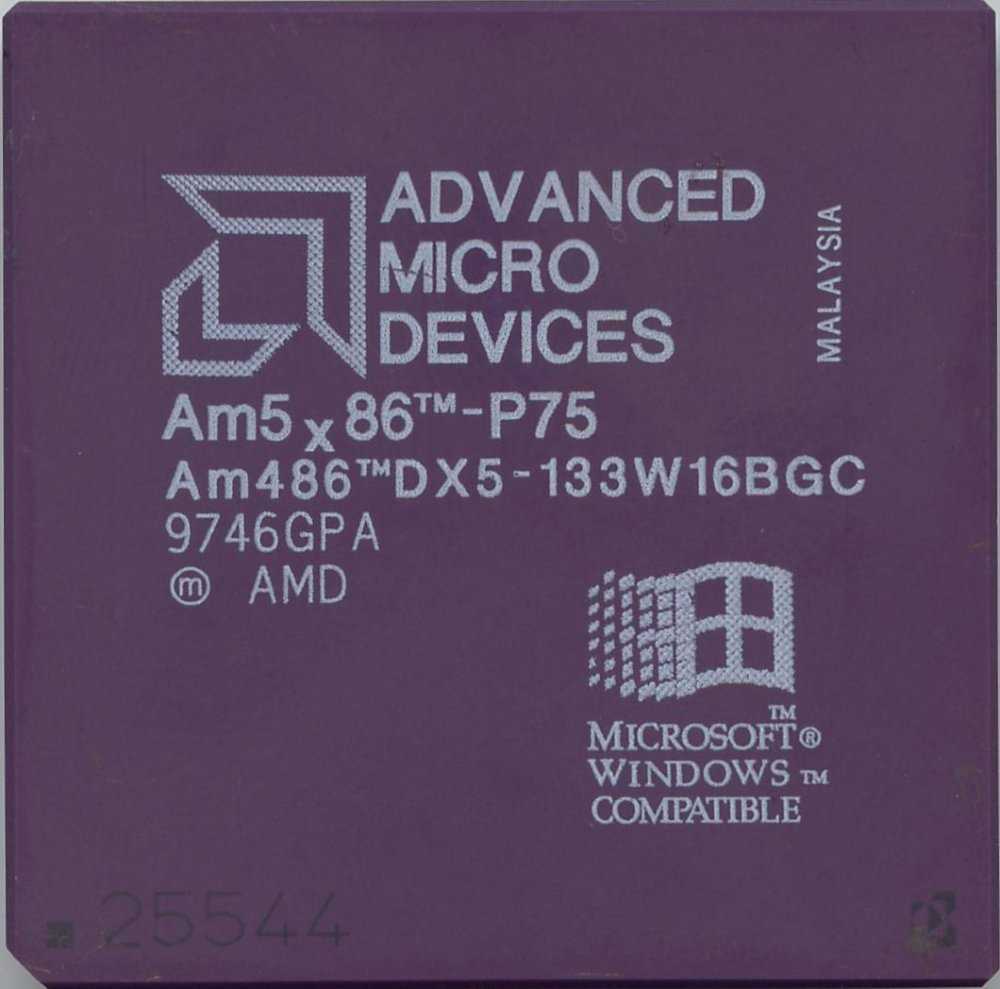
Am486DX5 W16BGC Am486DX4と同じ、WINDOWS COMPATIBLEの古いロゴになっている